# زن حرمسرای موخرمایی
زن حرمسرای موخرمایی (فرانسوی: L'Odalisque‎ یا l'Odalisque brune) یک نقاشی اثر فرانسوا بوشه است و هم‌اکنون در موزه لوور در پاریس نگهداری می‌شود. امضای نقاش روی میز پایین حک شده‌است. او بعداً دو اثر دیگر را نیز در ژانر زن حرمسرا خلق کرد که هر دو با نام زن حرمسرای بلوند شناخته می‌شوند.